# Dupci
Dupci (Servisch cyrillisch Дупци) is een plaats in de Servische gemeente Brus. De plaats telt 456 inwoners (2002).